# Oshri Levi
Oshri Levi (hebreiska: אושרי לוי) född 1974, är en professionell israelisk fotbollsmålvakt som bland annat har spelat för Maccabi Sektzia Ma'alot-Tarshiha.